# 팔복동
팔복동(八福洞)은 전북특별자치도 전주시 덕진구의 법정동이자 행정동이다.

## 개요
팔복동은 전주시의 대표적 공단지역으로, 전주군산도로와 전주남원도로를 잇는 기린대로를 중심으로 양측에 동서부 우회도로가 있어 사통팔달의 도로망이 구축되어 있고, 총면적 7.2 km2 중 87%인 6.2 km2가 공업단지로 300개가 넘는 업체가 입주하고 있다. 최근에는 첨단산업단지와 합동화단지가 조성되고 있다.

## 연혁
조선시대(연도 미상)에 8명의 선비가 현재 팔과정(2001년 2월 25일 준공)의 터에서 수학하여 과거에 급제하였다고 하여 8명의 선비에서 팔(八)자를, 팔복동에서 가장 번성한 동리였던 신복리(新福里)에서 복(福)자를 각각 따와 팔복동(八福洞)이라 부르게 되었다고 한다.
1957년 완주군 조촌면에서 편입된 신복리(동산리 일부)를 팔복동1가로, 동곡리를 팔복동2가로, 덕촌, 구주 마을 등(여의리 일부)을 팔복동3가로 개칭하였으며, 1994년 고랑동 일부가 팔복동4가로 편입되었다.
- 1957년 11월 6일 : 완주군 조촌면 동산리 일부(현 팔복동1가), 동곡리(현 팔복동2가), 여의리 일부(현 팔복동3가)가 전주시에 편입.[2]
- 1967년 3월 27일 : 전주 공업단지 조성
- 1985년 7월 6일 : 전주 제2공단 조성
- 1994년 12월 1일 : 고랑동 일부(현 팔복동4가) 편입.

## 법정동
- 팔복동1가
- 팔복동2가
- 팔복동3가
- 팔복동4가

## 아파트
| 단지명   | 건설사           | 시행사           | 주소             | 주소      | 입주       | 비고 |
| -------- | ---------------- | ---------------- | ---------------- | --------- | ---------- | ---- |
| 팔복남양 | (유)남양주택건설 | (유)남양주택건설 | 덕진구 팔복1길 6 | 팔복동2가 | 1999년 5월 |      |